# Kučín (okres Vranov nad Topľou)
Kučín je obec na Slovensku v okrese Vranov nad Topľou ležící na levém břehu řeky Ondava. Žije zde 556 obyvatel.
První písemná zmínka o obci pochází z roku 1335. Nachází se zde římskokatolický kostel Navštívení Panny Marie z konce 14. století.